# Niue High School Oval
A Niue High School Oval egy többfunkciós stadion  Niue fővárosától, Alofitól keletre. A stadion labdarúgó-, rögbi  mérkőzések és egyéb sportesemények lebonyolítására is alkalmas. A niuei labdarúgó-válogatott hivatalosan a létesítményben játssza mérkőzéseit,  bár a nemzeti csapat utoljára 1983-ban szerepelt tétmérkőzésen és összesen  két találkozót vívott. A sziget lakosságának mintegy 60%-a tudná megtölteni  az 1 000 fő befogadására képes stadiont.

## További  információk
- world stadiums
- gutenberg.org
- soccerway